# Зелда Фицџералд
Зелда Фицџералд (енгл. Zelda Fitzgerald), рођена Сејр (енгл. Zelda Sayre; Монтгомери, 24. јул 1900 — Ешвил, 10. март 1948) била је америчка књижевница и супруга америчког писца Ф. Скота Фицџералда, на чије је стваралаштво снажно утицала.
Рођена је у главном граду Алабаме Монтгомерију. Била је позната по својој лепоти и ведром духу, а њен супруг ју је прогласио првом америчком флаперком. Скот и она постали су симбол доба џеза, што су и до данас остали. Моментални успех Скотовог првог романа Ова страна раја (1920) увео их је у високо друштво, али су њихов брак мучили неумерено опијање, издаја и жестоке оптужбе. Ернест Хемингвеј, кога Зелда није волела, кривио ју је за то што је Скот мање писао, иако је она била жртва супругове доминације. Након што јој је дијагностикована шизофренија, она је већину времена проводила у специјалистичким клиникама и супружници су живели одвојено када је Скот изненада умро 1940. године. Зелда је умрла касније, током пожара у болници у граду Ешвилу у Северној Каролини.
У новије време, писци и научници описивали су Зелду као креативни таленат који је игнорисан у патријархалном друштву. Биографија из 1970. чији је аутор Ненси Милфорд, ушла је у ужи избор за Пулицерову награду. Године 1992, Зелда је постхумно примљена у Алабамину кућу славних жена.

## Детињство, младост и породица
Рођена је у Монтгомерију, Алабама, као најмлађе од шесторо деце. Њена мајка, Минерва Бакнер „Мини” Мечен (23. новембар 1860 – 13. јануар 1958), дала јој је име по ликовима из две мало познате приче: „Зелда: прича из Масачусетске колоније” (Џејн Хауард, 1866) и „Зелдина срећа” (Роберт Едвард Франсилон, 1874). Зелда је била размажено дете којем је мајка испуњавала све жеље, али је њен отац, Ентони Дикинсон Сејр (1858—1931) — судија Врховног Суда у Алабами и један од водећих адвоката у Алабами — био строг и затворен човек.
Породица потиче од првих досељеника са Лонг Ајленда, који су се преселили у Алабаму пре Грађанског рата. У време Зелдиног рођења, Сејресови су били позната породица. Њен рођак, Џон Тајлер Морган, био је члан Сената Сједињених Америчких Држава; њен деда по оцу био је уредник новина у Монтгомерију, док јој је деда по мајци био Вилис Бенсон Махен, који је кратко време био сенатор из Кентакија.
Као дете, Зелда је била изузетно активна. Плесала је, узимала часове балета и уживала дружећи се с пријатељима. Године 1914. уписала је средњу школу Сидни Ланијер. Била је изузетно интелигентна, али незаинтересована за предавања. Заинтересованост за балет наставила се током средње школе, али је током тог периода пила, пушила и проводила доста времена са момцима, па је постала лидер на локалној друштвеној сцени младих. Новински чланак о једном њеном плесном наступу цитирао ју је да она само мари за момке и пливање. Она је све више и више тражила пажњу док је кршила разне конвенције — од плесања чарлстона до ношења купаћег костима боје коже како би мислили да плива гола. Углед њеног оца био је нешто попут сигурносне мреже која ју је спречавала да доживи друштвену пропаст, иако се од жене тог времена очекивало да буде нежна, послушна и предусретљива. Сходно томе, Зелдине провокације шокирале су многе људе око ње и она је постала — заједно са својом другарицом из детињства и будућом холивудском звездом Талулом Банкхед — главна тема трачева у Монтгомерију. Њен етос био је сумиран испод њене фотографије из школског годишњака:
Зашто би цео живот био посао, кад можемо да позајмимо све.
Хајде да мислимо само за данас, и да за сутра не бринемо се.

## Ф. Скот Фицџералд
Зелда је први пут срела будућег романописца Френсиса Скота Фицџералда јула 1918. године, када је он служио као добровољац у војсци и био стациониран у кампу Шеридан, код Монтгомерија. Скот је почео да је зове сваког дана и долазио је у Монтгомери кад год је имао слободне дане. Говорио јој је о својим плановима да буде познат и послао јој поглавље књиге коју је писао. Био је толико опчињен Зелдом да је променио лик Розалинд Конаж у роману Ова страна раја како би подсећао на њу. Написао је да се „све критике Розалинде завршавају на њеној лепоти”. Зелда је, међутим, била много више од пуке музе — након што је показала Скоту свој лични дневник, он је почео да користи дословно њене изводе у свом роману. На пример, на крају романа Ова страна раја, солилоквиј протагонисте Аморија Блејна на гробљу узет је из њеног дневника.
Према Ненси Милфорд, први сусрет Скота и Зелде био је у кантри плесном клубу у Монтгомерију, који је Скот касније приказао у свом роману Велики Гетсби, кад је описао сусрет Џеја Гетсбија и Дејзи Бјукенен, иако је у роману локацију сусрета пренео на железничку станицу. Скот није био једини момак који се удварао Зелди, а конкуренција је довела до тога да га је Зелда још више привлачила. У дневнику који је педантно водио током свог живота, Скот је 7. септембра 1918. године забележио да се заљубио. На крају крајева, и Зелда је то учинила. Њен биограф Ненси Милфорд написала је: „Скота је код Зелде привукло нешто што нико други на њој дотад није приметио — романтични осећај самоважности који је препознао као свој.”
Њихово удварање је на кратко било прекинуто у октобру када је он премештен на север. Очекивао је да ће бити послат у Француску, али је уместо тога послат у камп Милс, Лонг Ајленд. Док је он био тамо, било је потписано примирје са Немачком. Он се потом вратио у базу близу Монтгомерија и до децембра су они били нераздвојни. Скот је касније описао њихово понашање као „сексуалну безобзирност”. Дана 14. фебруара 1919. године, он је био отпуштен из војске и отишао у Њујорк како би се етаблирао.
Писали су често једно другом, па је марта 1920. године Скот послао Зелди прстен своје мајке, тако да су се они верили. Многи Зелдини пријатељи и чланови њене породице били су опрезни када је њихова веза била у питању и нису одобравали Скотово прекомерно опијање, као ни чињеницу да је био католик.

## Брак
До септембра, Скот је завршио свој први роман, Ова страна раја, и рукопис је брзо прихваћен за објављивање. Када је чуо како је роман био прихваћен, Скот је писао свом уреднику Маквелу Перкинсу, ургирајући убрзано издавање: „много ствари зависе од њеног успеха — укључујући, наравно, девојку”. У новембру, он се вратио у Монтгомери са добрим вестима о свом роману. Зелда је пристала да се уда за њега након што је књига објављена; он је, заузврат, обећао да ће је одвести у Њујорк. Ова страна раја је објављена 26. марта, а Зелда је стигла у Њујорк 30. марта, док су се 3. априла 1920. године венчали. према Кантеберију и Бирчу (и самом Фицџералду), ово је први роман Фицџералдов „кец у рукаву”. Скот је видео објављивање романа као пут до Зелдиног срца.
Скот и Зелда су брзо постали познате личности у Њујорку, како због њиховог бахатог понашања, тако и због успеха његовог романа. Наређено им је да напусте хотеле Балтимор и Комодор због њиховог пијанства. Зелда је једном скочила у фонтану на Ујинион тргу. Још један пример њиховог понашања јесте кад их је Дороти Паркер први пут срела, док су Зелда и Скот седели на такси. Паркер је рекла: „они обоје изгледају као да су управо изашли на сунце; њихова младост била је поразна. Свако је желео да их упозна.” Њихов социјални живот био је испуњен алкохолом. Јавно, то је значило нешто више од дремања када су на журкама, али у приватном то је довело до жестоких борби. На њихову срећу, на страницама њујоршким новинама Зелда и Скот су постали иконе младости и успеха — enfants terribles из доба џеза.
На Дан заљубљених 1921. године, док је Скот завршавао свој други роман Лепи и проклети, Зелда је сазнала да је трудна. Они су одлучили да се преселе у Скотову кућу у Сент Полу, Минесота, где ће Зелда родити дете. Дана 26. октобра 1921. године родила се Франсис „Скоти” Фицџералд. Када је Зелда изашла из анестезије, Скот ју је снимио како каже: „О, Боже, ја сам пијана. Марк Твен. Зар није паметна — она има штуцавицу. Надам се да је лепа и глупа — лепа глупача.” Многе њене речи су нашле свој пут до Скотових романа: у роману "Велики Гетсби", лик Дејзи Бјукенен изражава такве наде за њену ћерку.
Зелда никада није била домаћица нити се много интересовала за домаћинство. Од 1922. године Скот је запослио бебиситерку која је чувала њихову ћерку, пар који је чистио њихову кућу и праљу. Када ју је часопис Harper & Brothers замолио да да допринос њиховој едицији Омиљени рецепти познатих личности она им је написала: „Види да ли има сланине, а ако је има, онда питајте кувара у ком тигању да је испржите. Онда питајте да ли има јаја, а ако их има пробајте да убедите кувара да их скува. Боље је да не покушавате да направите тост јер лако изгори. Такође, у случају сланине, не појачавајте много ватру јер ћете морати да се иселите из куће на недељу дана. Пожељно је сервирати на кинеским тањирима, мада ће златни и дрвени послужити ако их имате при руци”.
Почетком 1922. године Зелда је поново остала трудна. Иако неки писци кажу да се у Скотовом дневнику наводи реченица „Зелда и њен побачај”, заправо не постоји такав запис. Зелдин став о другој трудноћи није познат, али је у првом нацрту романа Лепи и проклети, ког је Скот тада завршавао, Скот написао сцену у којој главни женски карактер Глорија верује да је трудна, а Ентони јој поручује да „разговара са неком женом и види како да се то најбоље реши”. Ентонијев предлог је уклоњен у коначној верзији романа, а та промена померила је фокус са абортуса на Глоријину забринутост да ће јој беба уништити фигуру.
Како се објављивање романа Лепи и проклети приближавало, Бартон Раско, свеже запослени књижевни уредник часописа New York Tribune, покушао је да од Зелде измами њену рецензију Скотовог најновијег романа. У својој рецензији, Зелда се нашалила на рачун употребе својих дневника у Скотовом раду, али је њен коментар постао прави извор озлојеђености:
За почетак, свако мора да купи књигу из следећих естетских разлога: прво, због тога што ја знам где је златна хаљина за свега 300 долара у Четрдесет другој улици и, такође, ако довољан број људи купи књигу знам где има и платинаст прстен са потпуним кругом, а и ако је гомила људи купи мом мужу је потребан нов зимски капут, иако му је онај који већ има фино служио претходне три године... Чини ми се да сам на једној страни књиге препознала одломак мог старог дневника који ми је нестао убрзо након венчања, а и делове писма који ми, мада знатно измењени, веома делују познато. Заправо, изгледа да господин Фицџералд сматра да плагијаризам почиње управо код куће.
Овај њен коментар довео је до бројних понуда других часописа. У јуну исте године, Зелдин есеј Похвала флаперки освануо је у магазину Метрополитен. Иако наводно чланак о пропадању начина живота флаперки, Зелдин биограф Ненси Милфорд сматра да је есеј био „одбрана њеног животног кода”. Зелда је флаперку описала на следећи начин:
Флаперка се пробудила из мртвила субдебизма, ошишала своју косу, ставила одабрани пар минђуша и руж и отишла у битку. Флертовала је јер је било забавно флертовати и обукла једноделни купаћи јер има добру фигуру...била је свесна да су ствари које је урадила биле ствари које је одувек желела да уради. Мајке су осуђивале своје синове зато што плешу са флаперком, иду на чај са њом, на купање и највише од свега што је воле.
Зелда је наставила да пише и објавила је неколико кратких прича и чланака. Помогла је Скоту око његове представе Поврће, али када је она доживела неуспех, пар се нашао у дуговима. Скот је почео да пише велики број кратких прича како би платио дугове, али је постао безвољан и депресиван. Априла 1924. године они су се преселили у Париз.

## Протеривање
Након доласка у Париз, они су се убрзо преселили у Антиб на Азурној обали. Док је Скот био обузет писањем Великог Гетсбија, Зелда је постала опседнута младим француским пилотом, Едуардом Жозаном. Она је свако поподне проводила купајући се на плажи, док је током вечери играла у казину са Жозаном. Након шест недеља, Зелда је затражила развод. Скот је у почетку тражио да се суочи са Жозаном, али се носио са Зелдиним захтевом тако што ју је закључао у њиховој кући све док није одустала од развода. Жозан није ни знао да је она тражила развод. Он је идуће године напустио Азурну обалу, а Фицџералдови га више никад нису видели. Жозан је касније Зелдином биографу рекао да је свако неверство било имагинарно: „Обоје су имали потребу за драмом, они су то чинили и можда били жртве своје несређене и мало нездраве маште”. У Фицџералдовом Животу у писмима, он је говорио о афери са Жозаном у августовском писму Лудлову Фовлеру, а говорио је и о изгубљеним илузијама у Великом Гетсбију и изгубљеној сигурности у Зелдину верност и навео да се књига огледа у драматизацији кључних аспеката Зелдине и његове љубави, удварања, паузе, обнове финансијским успехом и издајом са Жозаном: „Осећам се превише старо овог лета ... цео терет овог романа — губитак оних илузија које свету дају такву боју да не мораш да бринеш да ли је све то истина или лаж све док учествују у магичној слави”. Велики Гетсби био је у форми нацрта током афере са Жозаном у јулу 1924. године, а куцана копија била је послата издавачу до краја октобра. Скот је у својим свескама написао: „Тог септембра 1924. године, знао сам да ће се десити нешто што никада неће моћи да се поправи”.
Након свађе, пар је наставио да излази са пријатељима правећи се да су срећни. Септембра се Зелда предозирала пилулама за спавање. Фицџералдови никада нису говорили о овом инциденту и одбијали да размишљају да ли је то био покушај самоубиства или не. Скот се вратио писању и довршио Великог Гетсбија у октобру. Покушали су да то прославе путујући у Рим и Капри, али су обоје били незадовољни и болесни. Када је сазнао да ће роман бити објављен, почео је да размишља о наслову: Трималкио у Вест Егу, само Трималкио или Гетсби, Gold-hatted Gatsby, или The High-bouncing Lover. Зелда је била та којој се свидео назив Велики Гетсби. На том путовању је Зелда почела да слика, а Скот је оболео од колитиса.
Априла 1925. године, назад у Паризу, Скот је упознао Ернеста Хемингвеја и много тога учинио на промоцији његове каријере. Хемингвеј и Скот постали су веома добри пријатељи, али Ернест и Зелда нису волели једно другог још од првог сусрета, а она га је отворено описала као „вештачког”, као „хомосексуалца са косом на грудима” и „лажног као неважећи чек”. Она је Хемингвејеву надмену мачо персону сматрала само држањем, а Хемингвеј је заузврат рекао Скоту да је Зелда луда. Њена одбојност вероватно није била потпомогнута Скотовим инсистирањем да исприча причу о својој афери са Жозаном Хемингвеју и његовој жени, Хедли. Да би мало улепшали причу, Фицџералдови су рекли да се афера завршила када је Жозан починио самоубиство. Фицџералдови су се преко Хемингвеја упознали са бројним члановима Изгубљене генерације: Гертрудом Стајн, Алис Б. Токлас, Робертом МекАлмоном и другима.
Једна од најозбиљнијих свађа догодила се када је Зелда рекла Скоту да је њихов сексуални живот стагнирао јер је он био „хомић” и било је врло вероватно да има хомосексуалну аферу са Хемингвејем. Нема доказа да је био хомосексуалац, али је Скот ипак одлучио да има секс са проститутком како би доказао своју хетеросексуалност. Зелда је пронашла кондоме које је он купио пре него да дође до сусрета са проститутком, па је тада дошло до жучне свађе, која је касније довела до дуготрајне љубоморе. Она се касније бацила са мермерних степеница током журке јер ју је Скот игнорисао док је био удубљен у разговор са Исидором Данкан.
Књижевни критичар Едмунд Вилсон, подсећајући се кућне забаве у дому Фицџералдових у Еџмуру, Делавер, фебруара 1928. године, описао је Зелду на следећи начин:
Седео сам поред Зелде, која је била у најбољем расположењу. Неки Скотови пријатељи били су иритирани, док су други били очарани њоме. Ја сам био од оних који су били шармирани. Имала је својевољу јужњачке лепотице и недостатак дечје инхибиције. Разговарала је тако спонтано и са смислом за хумор — готово на исти начин на који је писала — тако да сам ја ускоро престао да се прибојавам чињенице да је конверзација била у светлу слободних асоцијација идеја и да је ништа не може прекинути.
Скоро да нисам познавао ниједну жену која се изражавала тако дивно и свеже: није имала никакве спремљене фразе, с једне стране, нити се устезала док је говорила, с друге стране. Сећање лако испарава, али сам ипак упамтио једну ствар коју је рекла те ноћи: да је писање Голсвордија била нијанса плаве за коју није марила.

## Опсесија и болест
Иако је Скот богато описао јаку личност своје жене у својим радовима, већина конфликата међу њима проистицала је из досаде и изолације коју је Зелда осећала док је Скот писао. Често га је прекидала док је радио, па су њих двоје живели несрећно током 1920-их. Скот је постао тежак алкохоличар, а Зелдино понашање постајало је све нестабилније и ниједно од њих двоје није направило никакав помак у њиховим стваралачким подухватима.
Зелда је имала јаку жељу да развије свој таленат, можда као реакцију на Скотову славу и његов успех као писца. Са 27 година, она је постала опседнута балетом којим се бавила још као девојчица. Њене плесачке вештине биле су хваљене док је била дете, и, мада мишљења њених пријатеља око њене вештине варирају, чинило се да она има одређен таленат. Међутим, Скот је потпуно одбацио њену жељу да постане професионални плесач, сматрајући то губљењем времена.
Она је поново распламсала своју жељу да постане заиста изузетан плесач, мада касно у животу, али је ипак инсистирала на свакодневним напорним вежбама (и до осам сати дневно) што је допринело њеној накнадној физичкој и менталној исцрпљености. Септембра 1929. године била је позвана да се придружи балетској школи San Carlo Opera Ballet Company у Напуљу, али, колико год ово било близу успеху о коме је сањала, она је одбила. Док је јавност и даље сматрала да Фицџералдови живе гламурозним животом, пријатељи су напомињали да су журке Фицџералдових некако од модерних постале самодеструктивне и да су обоје постали непријатно друштво.
Априла 1930. године Зелда је примљена у санаторијум у Француској где јој је, након неколико месеци посматрања, лечења и консултација са једним од водећих европских психијатара — доктором Еженом Блером, констатована шизофренија. Првобитно примљена у болницу ван Париза, она је касније премештена на клинику у Монтреу у Швајцарској. Клиника је првенствено била намењена лечењу гастроинтестиналних болести, а као резултат њених дубоких психолошких проблема, она је потом премештена у психијатријску установу у Прангинсу, граду смештеном на обалама Женевског језера. Из болнице је пуштена септембра 1931. године, па су се Фицџералдови вратили у Монтгомери, где је њен отац био на самрти. Изразивши сажаљење њеној породици, Скот је најавио да путује за Холивуд. Отац јој је умро након што је Скот отишао, а њено здравље се убрзо поново погоршало. До фебруара 1932. године она је била враћена на психијатријску клинику.

## Сачувај ми валцер
Године 1932, док је била на Фипс клиници и у болници Џонс Хопкинс у Балтимору, Зелда је била изузетно креативна. Током првих шест недеља проведених на клиници она је написала читав роман и послала га Скотовом издавачу, Максвелу Перкинсу.
Када је Скот прочитао Зелдину књигу, недељу дана након што је она послата у болницу Џонс Хопкинс, био је бесан. Књига је била полуаутобиографски исказ брака Фицџералдових. У писмима ју је Скот напао и љутио се јер је роман написала на аутобиографском материјалу који је он планирао да искористи у својој књизи Нежна је ноћ, на којој је радио већ годинама, а која је светлост дана требало да угледа 1934. године.
Скот је приморао Зелду да ревидира роман како би уклонила делове који се ослањају на заједнички материјал који су користили. Иако је Велика криза погодила Америку, Скрибнер је ипак пристао да изда њену књигу, а штампање у 3.010 копија започето је 7. октобра 1932. године.
Паралеле између Фицџералдових и ликова у роману биле су очигледне. Протагониста романа била је Алабама Бегс, попут Зелде, ћерка судије, која се удала за Дејвида Најта, амбициозног сликара који је нагло постао познат захваљујући свом раду. Они живе брзим животом у Конектикату, пре пресељења у Француску. Незадовољна браком, Алабама се посветила балету. Иако јој је речено да нема никакве шансе, она је истрајала и након три године постала водећи играч у оперској трупи. Алабама се ускоро разболела од исцрпљености, али се роман ипак завршава тако што се они враћају њеној фамилији како би посетили њеног оца на самрти.
Тематски, роман приказује Алабамину борбу (а самим тим и Зелдину) да се издигне изнад посматрача живота и да научи да поштује сопствена достигнућа — да се етаблира независно од свог мужа. Зелдин стил писања био је сасвим другачији од Скотовог. Језик коришћен у њеном роману препун је вербалном обојеношћу и сложеним метафорама. Роман је такође дубоко емотиван; како је књижевник Жаклин Таверније-Курбин написала 1979. године: „сензуалност проистиче из Алабамине свести о узбурканом животу у њој самој, из свести тела, природне слике кроз коју су не само емоције, већ и једноставне чињенице изражене, из огромног присуства чула, посебно додира и мириса, у сваком опису”.
У то време књига није била добро примљена од стране критичара. Поразно је било то што је Зелда успела да прода свега 1.392 копије и тако заради само 120,73 долара. Неуспех романа и Скотова оштра критика истог — он ју је назвао „плагијаторком” и „трећеразредним писцем” — сломили су Зелдин дух. То је био једини роман који је икада издала.

## Преостале године
Од средине 1930—их година, Зелда је провела остатак свог живота у различитим фазама менталног растројства. Неке од слика које је насликала у том периоду, у или ван санаторијума, биле су изложене 1934. године. Као и код слабог одговора јавности када је у питању био њен роман, Зелда је била разочарана и одговором на њену уметност. Њујоркер их је описао само као „слике скоро митске Зелде Фицџералд; са било емоционалним тоновима било асоцијацијама које потичу из такозваног доба џеза”. Није био обезбеђен никакав стварни опис слика. Она је након тога постала насилна и усамљена. Године 1936, Скот ју је сместио у Хајленд болницу у Ешвилу, Северна Каролина, написавши пријатељима:
Зелда сада тврди да је у директном контакту са Христом, Вилијамом Освајачем, Мери Стјуарт, Аполоном и свим осталима који чине део шале у лудничким уточиштима ... На чудан начин, можда вама невероватно, она је увек била моје дете (али не и узајамно као што је случај у браковима) ... Ја сам био њена велика стварност, често једини љубавни посредник који јој је омогућио да јој се свет чини опипљивим.
Зелда је остала у болници док се Скот вратио у Холивуд за посао од 1.000 долара недељно у компанији МГМ јуна 1937. године. Без Зелдиног знања, он је имао аферу са филмском колумнисткињом Шејлом Грејем. Упркос узбудљивој афери, Скот је био огорчен и нерасположен. Када је њихова ћерка Скоти избачена из интерната 1938. године, он је за то кривио Зелду. Иако је Скоти потом примљена на колеџ Васар, његов презир према Зелди био је јачи него икада. Како Милфорд пише о Скотовом начину размишљања, „силина његове мржње према Зелди била је јасна. Она је била та која га је уништила, она која је исцрпела све његове таленте ... Он је био обманут својим сновима због Зелде”.
Након пијане и насилне свађе са Грејемовом 1938. године, Скот се вратио у Ешвил. Група из Зелдине болнице одлучила је да иде на Кубу, али је Зелда пропустила пут. Фицџералдови су одлучили да путују сами. Путовање је било катастрофално, чак и за њихове стандарде: Скот је био претучен када је покушао да заустави борбу петлова и вратио се у САД толико пијан и исцрпљен да је хоспитализован. Фицџералдови никада више нису видели једно друго.
Скот се вратио у Холивуд и Грејемовој, док се Зелда вратила у болницу. Није постигла никакав напредак у Ешвилу и у марту 1940. године, четири године након пријема, она је била пуштена из болнице. Она је била близу четрдесете, њени пријатељи су одавно нестали, а Фицџералдови више нису имали много новца. Скот је био све огорченији због својих неуспеха и непрекинутог успеха његовог пријатеља Хемингвеја. Они су писали један другом стално све до његове смрти децембра 1940. године. Зелда није чак ни била у стању да оде на његову сахрану у Роквилу, Мериленд.
Зелда је након Скотове смрти прочитала рукопис његовог недовршеног романа — Последњи тајкун. Писала је књижевном критичару Едмунду Вилсону, који се сложио да измени књигу, усредсредивши се на његово наслеђе. Зелда је веровала да Скотов рад садржи „амерички темперамент заснован на веровању у себе и жељи за преживљавањем чега су се Скотови савременици одрекли, али Скот није. Његов рад поседује виталност и издржљивост због неуморне вере у себе”.
Након читања Последњег тајкуна, Зелда је почела да ради на свом новом роману под називом Цезарове ствари. Као што је пропустила Скотову сахрану, тако је пропустила и Скотино венчање. До августа 1943. године она се вратила у болницу Хајленд. Она је радила на свом роману док је била у и ван болнице. Међутим, нити јој је било боље, нити је завршила роман. Током ноћи 10. марта 1948. године избио је пожар у болничкој кухињи. Зелда је у том тренутку била закључана у соби, чекајући терапију електрошоком. Ватра се кретала кроз мали лифт за конобаре и проширила се на сваки спрат зграде. С обзиром да су путеви евакуације били дрвени, и они су били захваћени ватром. Настрадало је девет жена, укључујући и Зелду.
Ћерка, Скоти, написала је после њихове смрти:
Мислим да (за разлику од документованих доказа који говоре супротно) ако људи нису луди, они се држе даље од лудих ситуација, тако да никад нисам могла да прогутам причу да је опијање мог оца одвело маму у санаторијум, нити да га је она довела до опијања.
Скот и Зелда сахрањени су у граду Роквилу у Мериленду — првобитно на гробљу Роквил Јунион, далеко од његове породичне парцеле. Скоти је ипак 1975. године успела да издејствује да они буду сахрањени заједно са осталим Фицџералдовима на гробљу Сент Мери. На њиховом споменику исписана је последња реченица из романа Велики Гетсби:
Тако пловимо даље, као чамци против матице, без престанка ношени у прошлост.

## Легат
Скот је веровао да је губитник када је изненада преминуо 1940. године, а ни Зелдина смрт 1948. године није била ништа више примећенија. Међутим, постхумно је интересовање за Фицџералдове поново порасло. Године 1950, сценариста Бад Шилберг, који је Скота познавао из његових холивудских година, написао је роман Разочаран чији је лик, инспирисан Скотом, био алкохоличар и губитник. Овај роман био је праћен биографијом Ф. Скота Фицџералда из 1951. године, коју је Артур Мизенер, професор на Универзитету Корнел, насловио Даља страна раја, а биографија је поново распламсала интересовање за пар међу научницима. Мизенерова биографија излазила је периодично у часопису The Atlantic Monthly, а прича о биографији написана је у магазину Лајф, једном од најчитанијих часописа. Скот је био виђен као фасцинантан неуспех, а Зелдино ментално здравље у великој мери кривљено за његов изгубљени потенцијал.
Представа по роману Разочаран премијерно је одиграна на Бродвеју 1958. године. Исте године је Скотова љубавница из Холивуда, Шејла Грејем, објавила мемоаре под називом Вољени неверник који говори о његовим последњим годинама. Роман је постао бестселер, па је ускоро по њему снимљен и филм, у ком је Скота тумачио Грегори Пек, а Шејлу Дебора Кер. Књига и филм осликали су Скота са више разумевања неголи претходни радови. Године 1970. је, међутим, Зелдин и Скотов брак виђен и описан на најтемељнији начин, објављен од стране Ненси Милфорд, студента завршне године на Универзитету Колумбија, под називом Зелда: Биографија, што је прва књига која се у потпуности бави Зелдиним животом. Књига је била номинована за Пулицерову, као и за Националну књижевну награду, и приликом обе номинације стигла до финала. Зелдина биографија задржала се чак неколико недеља на Тајмсовој листи најпродаванијих. Књига је Зелду преиначила у самосталну уметницу чији је таленат омаловажаван од стране строгог мужа, па је тако Зелда постала икона феминистичког покрета 1970—их година — жена чији је нецењени потенцијал угушен у патријархалном друштву. Када је Тенеси Вилијамс драматизовао њихове животе у комаду из 1980-их под називом Одећа за летњи хотел, он се у великој мери ослањао на књигу Милфордове. Појавила се и карикатура Зелде и Скота: као савршени пример слављења младости у доба џеза, као представници Изгубљене генерације и као параболе о замци превелике популарности.
Зелда је такође била инспирација за дело Witchy Woman — песму коју су за Иглсе написали Дон Хенли и Берни Лидон, након што је Хенли прочитао биографију Зелде — „музе, генија иза њеног супруга, дивље, хипнотишуће, очаравајуће, квинтесенцијалне флаперке доба џеза и бурних двадесетих отеловљених у Великом Гетсбију у неинхибирану и несмотрену личност Дејзи Бјукенен”. Зелдино понашање у овој песми односи се на њену неумереност у журкама која је била штетна по њену психу: „Она је себе довела до лудила сребрном кашиком” — алузија на Зелдино време у менталној институцији и абсинтијану, прорезану сребрну кашику која се користила за растварање шећера у абсинту. Зелдино име послужило је као инспирација за Принцезу Зелду, главног лика серијала видео игара Легенда о Зелди. Коаутор серијала, Сигеру Мијамото, навео је: „[Фицџералдова] је била позната и предивна жена у сваком смислу и мени се свидела звучност њеног имена, па сам био слободан да употребим њено име за први наслов.”
Године 1989. отворен је музеј Ф. Скота и Зелде Фицџералд у Монтгомерију, Алабама. Музеј је смештен у кући коју су они накратко изнајмљивали 1931. и 1932. године и представља једно од ретких места на којима су изложене неке од Зелдиних слика.